# Async
『async』（アシンク）は2017年3月29日にcommmonsから発売された坂本龍一のオリジナル・アルバム。

## 解説
前々作『アウト・オブ・ノイズ』以来、オリジナル・アルバムとしては8年ぶり。
本作は坂本龍一のドキュメンタリー映画『Ryuichi Sakamoto: CODA』に描かれているように「非同期な音楽を作る」目標の下に制作。アルバムタイトルも「非同期」を意味する「asynchronization」の略称から採用している。
2010年代を掛けて普及してきたハイレゾ再生環境に対応するために、これまで使用してきた数多くのデジタル機材を撤廃し、アナログ機材を中心としたシンプルな制作環境で制作されている。元は「架空の映画のサウンドトラック」というコンセプトがあり、一度は作り上げるも、2014年に坂本が中咽頭癌に罹患。治療と療養を経て回復すると、すべて作り直された。
2016年12月29日、坂本の公式サイトに「Ryuichi Sakamoto: SN/M比 50%」のメッセージを掲載。翌年2月17日、本作の特設サイトを開設し、そこで「あまりに好きすぎて、誰にも聴かせたくない」という坂本の意向と、それにともなう事前の音源公開を一切行わない旨を表明。さらに坂本の足跡を辿る「予習」と、各界著名人によるニューアルバムの「予想」を公開した。
本作発売直後の2017年3月31日、J-WAVEの自身の番組「RADIO SAKAMOTO」の特番として「J-WAVE SPECIAL RADIO SAKAMOTO EXTRA 〜坂本龍一ニューアルバム『async』緊急生試聴会〜」を放送。ラジオにてアルバムの全容を公開した。
4月4日 - 5月28日、ワタリウム美術館にて「Ryuichi Sakamoto｜async 設置音楽展」を開催。本作の5.1チャンネルサラウンドミックス版を、高谷史郎の映像とともに鑑賞するフロアや、アピチャートポン・ウィーラセータクンによる短編映像などで構成された。また、美術館の1階では来訪者が付箋にてコメントを寄せられ、その抜粋である「解読」と、一部コメントに対する坂本の「返信」が、本作特設サイトに掲載された。
4月25・26日、ニューヨーク・パークアベニュー・アーモリーにて、本作収録曲を演奏するライヴを開催。後にその模様を編集した映画『坂本龍一 PERFORMANCE IN NEW YORK : async』が、翌2018年1月27日より公開された。
イギリスの『FACT』誌がThe 50 best albums of 2017の1位に本作品を選んだ。

## 収録曲
全作曲：坂本龍一

### CD
1. andata
2. disintegration
3. solari
4. ZURE
  - 東日本大震災で校舎が被災した宮城県農業高等学校の倉庫にあった「津波ピアノ」が使用されている。
5. walker
6. stakra
7. ubi
8. fullmoon
9. async
10. tri
11. Life, Life
12. honj
13. ff
14. garden

### アナログ盤
12インチ重量盤2枚組。CD未収録のボーナス・トラック「water state 2」を収録。当初はCDと同時発売予定だったが、制作進行の都合により5月17日発売となった。
1. andata
2. disintegration
3. solari
4. ZURE
5. walker
6. stakra
7. ubi
8. fullmoon
9. async
10. tri
11. Life, Life
12. honj
13. ff
14. garden
15. water state 2